# Roy Blunt
Roy D. Blunt (ur. 10 stycznia 1950 w Niangua, Missouri) – amerykański polityk, działacz Partii Republikańskiej. W latach 1996–2011 był kongresmenem z 7. okręgu wyborczego Missouri, a w latach 2011-2023 był senatorem z tego stanu.

## Życiorys
Po raz pierwszy w skład Izby Reprezentantów wybrano go w 1996. W roku 2004 wybrano go na piątą dwuletnią kadencję. Uzyskał wtedy 70,4% głosów. Podczas bycia członkiem Izby Blunt zasiadał w komitecie ds. polityki zagranicznej.
Zanim wybrano go w skład izby niższej amerykańskiego Kongresu, pełnił urząd stanowego sekretarza stanu (1985-1993), a także kandydował bez powodzenia na stanowisko gubernatora Missouri, przegrywając w prawyborach z ówczesnym prokuratorem generalnym Williamem L. Websterem, który przegrał z kolei we właściwym głosowaniu z demokratą Melem Carnahanem. Blunt jest z wykształcenia magistrem historii.
W roku 2003 został zastępcą przywódcy większości w Izbie (whip), pod kierownictwem teksańskiego kongresmena Toma DeLaya, zwanego, z racji swej skuteczności, „młotem” (hammer).
Kiedy jesienią roku 2005 DeLay został postawiony w stan oskarżenia pod zarzutem korupcji, Blunt został tymczasowo nowym liderem większości. Ubiegał się o stanowisko pełnoprawnego lidera większości, ale w lutym 2006 przegrał w wyborach z Johnem Boehnerem.
3 sierpnia 2010 zwyciężył republikańskie prawybory w Missouri wyławiające kandydata partii na Senatora Stanów Zjednoczonych, które były konsekwencją rezygnacji z ubiegania się o reelekcję innego republikanina Kita Bonda.
2 listopada 2010 wygrał wybory do Senatu USA w stanie Missouri, pokonując kandydatkę demokratów Robin Carnahan stosunkiem głosów 54,2% do 40,6%.
3 stycznia 2011 po odebraniu jego przysięgi w amerykańskim Senacie przez wiceprezydenta Joe Bidena objął mandat zwolniony przez wspomnianego wcześniej Bonda.
Od 18 października 2003 jest żonaty z Abigail Perlman, lobbystką firmy Philip Morris. Ma też troje dzieci z poprzedniego małżeństwa, w tym syna Matta, w 2004 wybranego na gubernatora Missouri.